# クリストフ・ツー・ドーナ＝シュロディエン

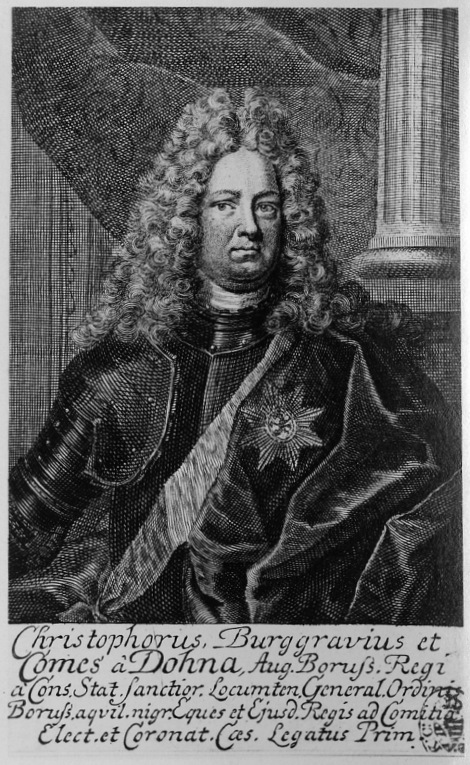
ドーナ＝シュロディエン伯爵クリストフ

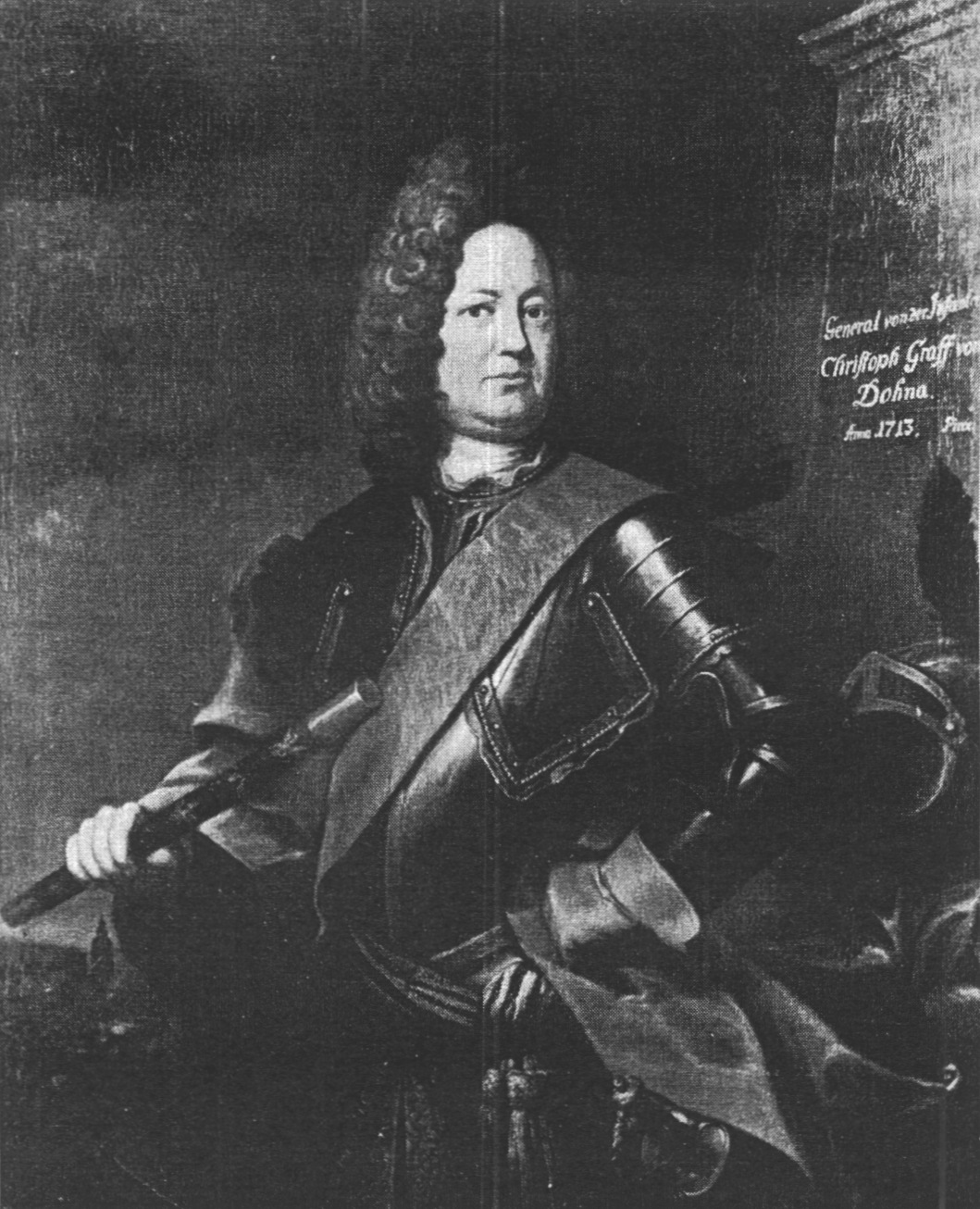
クリストフ・ツー・ドーナ＝シュロディエン、1713年

クリストフ・ブルクグラーフ・ウント・グラーフ・ツー・ドーナ＝シュロディエン（Christoph Burggraf und Graf zu Dohna-Schlodien, 1665年4月2日 コペット城、レマン湖畔 - 1733年10月11日 シュロディエン、東プロイセン）は、ブランデンブルク＝プロイセンの貴族、将軍、外交官。歩兵大将。城伯および伯爵。

## 生涯
南仏オランジュ公領（オラニエ＝ナッサウ家の世襲領）の総督を務めたフリードリヒ・フォン・ドーナ伯爵（1621年 - 1688年）と、そのフランス人の妻エスペランス・デュ・ピュイ・ド・モンブルン＝フェラシエール（Esperance du Puy de Montbrun-Ferrassières, 1638年 - 1690年）の間の息子として生まれた。兄のアレクサンダーとともに哲学者ピエール・ベールに教育を受け、1670年にブランデンブルク＝プロイセン軍に騎兵隊旗手（Kornett）として入隊した。
1680年、ハンス・アルブレヒト・フォン・バーフース元帥麾下のアルトプロイセン第4歩兵連隊（de）所属の大尉に任官し、1686年にはハンガリーにおいて大トルコ戦争に従軍した。1689年10月20日には銃士隊を指揮する大佐に昇進し、1692年のフランスとの戦争（大同盟戦争）ではボン攻囲戦、フルーリュスの戦い（de）などに従軍した。1698年にはバルフース元帥の指揮していた第4歩兵連隊の連隊長職を引き継ぎ、同年8月20日に少将に任官した。同時に、イギリスへの使節として派遣され、ロンドンでは如才なく振る舞って外交任務を成功させた。1699年11月3日に枢密顧問官会議の一員となった。1701年1月17日には、創設されたばかりの黒鷲勲章を最も早くに授与された1人となった。
宰相のコルベ・フォン・ヴァルテンブルク伯爵とは対立しており、1704年からヴァルテンブルクの失脚までは宮廷から遠ざけられた。政界復帰後、1711年には神聖ローマ皇帝カール6世の皇帝選出にはプロイセン王国使節として立ち会った。1713年3月28日にはプロイセン王フリードリヒ・ヴィルヘルム1世によって歩兵大将に任じられた。
ドーナ＝シュロディエンは枢密顧問官会議の国務委員会と軍事委員会で重きをなし、またプロイシッシュ・ホラント（現在のポーランド領ヴァルミア＝マズールィ県パスウェンク）の郡代官（Amtshauptmann）でもあった。1715年にはシュトラールズント包囲戦に参加している。1716年2月10日、第4歩兵連隊長および全ての役職を退いて領地のシュロディエン（ヴァルミア＝マズールィ県グワディシェ）に引退した。
1690年11月18日にデトモルトにおいて、叔父クリスティアン・アルブレヒト・フォン・ドーナ伯爵の末娘で従姉にあたるフレーデ・マリー（1660年 - 1729年）と結婚し、間に6男5女の11人の子女をもうけた。うち、4男3女の7人が成人した。ドーナ＝シュロディエンはラウジッツ地方に起源を持つ名門ドーナ家の分枝ドーナ＝シュロディエン家（Dohna-Schlodien）の始祖である。

## 子女
成育した7人の子女は以下の通りである。
- 長女：アマーリエ（1692年 - 1761年） - 1715年、カロラート＝ボイテン侯ハンス・カールと結婚
- 長男：カール・フロールス（1693年 - 1765年）
- 次男：ヴィルヘルム・アレクサンダー（1695年1月31日 - 1749年） - プロイセン陸軍中将、第38歩兵連隊長
- 次女：フレーデ・マリー（1695年12月31日 - 1772年） - 1714年、アドルフ・クリスティアン・ツー・ドーナ＝ラウク伯爵（同族）と結婚
- 四女：ウルズラ・アンナ（1700年 - 1761年） - 1721年、シュレースヴィヒ＝ホルシュタイン＝ゾンダーブルク＝ベック公フリードリヒ・ヴィルヘルム2世と結婚
- 三男：クリストフ（1702年 - 1762年） - プロイセン陸軍中将、第16歩兵連隊長
- 五男：クリスティアン（1704年 - 1733年）